# Томас Скотт, Мелоди
Мелоди Томас Скотт (англ. Melody Thomas Scott; род. 18 апреля 1956, Лос-Анджелес, Калифорния) — американская актриса.

## Жизнь и карьера
Мелоди Энн Томас родилась в Лос-Анджелесе, штат Калифорния и дебютировала в восьмилетнем возрасте в фильме «Марни». В семидесятых она снялась в нескольких кинофильмах, таких как «Самый меткий», «Ярость» и «Пиранья», прежде чем стала актрисой мыльных опер.
В 1979 году, в возрасте 23 лет, Мелоди Томас Скотт начала играть роль стриптизерши Никки Рид в дневной мыльной опере «Молодые и дерзкие». Эту роль она играет на протяжении почти тридцати пяти лет, по настоящее время, однако никогда не выигрывала дневную премию «Эмми», хотя и неоднократно номинировалась на награду. Также на телевидении она появилась в сериалах «Уолтоны», «Ангелы Чарли», «Отель» и «Касл», а кроме этого сыграла главные роли в нескольких телефильмах, в основном для канала Lifetime.
Мелоди Томас Скотт была замужем дважды, у неё три дочери от второго брака.

## Фильмография
| Год          |    | Русское название         | Оригинальное название      | Роль                               |
| ------------ | -- | ------------------------ | -------------------------- | ---------------------------------- |
| 1964         | ф  | Марни                    | Marnie                     | Марни в молодости                  |
| 1965         | с  | Караван повозок          | Wagon Train                | Саманта / Samantha                 |
| 1969         | с  |                          | Ironside                   | Лесли Ричардс / Leslie Richards    |
| 1971         | ф  | Обманутый                | The Beguiled               | Эбигейл / Abigail                  |
| 1975         | ф  | Отряд                    | Posse                      | Лори / Laurie                      |
| 1976         | ф  | Самый меткий             | The Shootist               | девушка в трамвае                  |
| 1977         | тф | Секреты                  | Secrets                    | Лаура Флеминг / Laura Fleming      |
| 1977         | с  |                          | Code R                     | Линда / Linda                      |
| 1977         | с  | Рыба                     | Fish                       | Джоани Келлен / Joanie Kellen      |
| 1977         | ф  | Автомобиль               | The Car                    | Сюзи Пуллбрук / Suzie Pullbrook    |
| 1977         | с  | Уолтоны                  | The Waltons                | Дарлин Джарвис / Darlene Jarvis    |
| 1978         | с  | Ангелы Чарли             | Charlie's Angels           | Бетси Харпер / Betsy Harper        |
| 1978         | ф  | Ярость                   | The Fury                   | ЛяРю / LaRue                       |
| 1978         | ф  | Пиранья                  | Piranha                    | Лаура Дикинсон / Laura Dickinson   |
| 1979         | с  |                          | Makin' It                  | Кэрол/Паула / Carol/Paula          |
| 1979         | с  | Билли                    | Billy                      | Ширли / Shirley                    |
| 1979         | с  | Досье детектива Рокфорда | The Rockford Files         | Шерри / Sherry                     |
| 1979 — н. в. | с  | Молодые и дерзкие        | The Young and the Restless | Никки Ньюмен / Nikki Newman        |
| 1980         | тф | Война Скарлетт О'Хара    | The Scarlett O'Hara War    | Лора Ли / Laurie Lee               |
| 1985         | с  | Отель                    | Hotel                      | Мэнди Виннинг / Mandy Vinning      |
| 2001         | с  | Король Квинса            | The King of Queens         | Никки Ньюмен / Nikki Newman        |
| 2003         | тф | Остров смерти            | The Paradise Virus         | Линда Флемминг / Linda Flemming    |
| 2005         | ф  |                          | Freezerburn                | Джилл Рензи / Jill Renzie          |
| 2007         | с  | Меня зовут Эрл           | My Name Is Earl            |                                    |
| 2011         | с  | Касл                     | Castle                     | Тоня Веллингтон / Tonya Wellington |
| 2014         | с  | Сумасшедшие              | The Crazy Ones             | Флора / Flora                      |

## Награды и номинации
| Year | Award                 | Category                   | Work              | Result    |
| ---- | --------------------- | -------------------------- | ----------------- | --------- |
| 1991 | Telegatto Awards      | Лучшая актриса             | Молодые и дерзкие | Победа    |
| 1995 | Дайджест мыльных опер | Выдающаяся актриса         | Молодые и дерзкие | Номинация |
| 1999 | Дневная премия «Эмми» | Выдающаяся главная актриса | Молодые и дерзкие | Номинация |
| 2001 | Дайджест мыльных опер | Выдающаяся актриса         | Молодые и дерзкие | Победа    |